# Beerte Swijnkens
Beerte Swijnkens (geboren vor 1380 vermutlich in Zwolle; gestorben 1449 in Deventer) war die Magistra des Meester-Geertshuis in Deventer.

## Leben
Beerte Swijnkens wurde vermutlich vor 1380 in Zwolle geboren. Sie war Weberin und über ihre Familie ist nichts überliefert. Im Schwesternbuch des Meester-Geertshuis in Deventer wird sie zweimal mit dem Nachnamen „Swijnkens“ erwähnt. Das Meester Geertshuis war eine Wohngemeinschaft frommer, armer Frauen, die 1374 von Geert Groote gegründet worden war. Zu dieser Gemeinschaft gehörte auch Salome Sticken, die später Priorin im Kloster Diepenveen war, einem Kloster der Devotio moderna. Nach den Angaben des Schwesternbuches lebte sie um 1392 in Zwolle und war keine Witwe und keine adelige Kanonikerin. Beerte Swijnkens soll 1392 mit den Kanonikern von Windesheim auf dem Nemelerberg bei Zwolle gelebt haben. Kurz nach 1392 zog sie auf Ersuchen von Johannes Brinckerinck, dem Rektor des Meester-Geertshuis, nach Deventer, um dort eine Weberei zu errichten. Später fungierte sie als „Magistra“, also Mutter des Hauses.
Die Haltung von Brinckerinck gegenüber den gläubigen Frauen, die unter seiner geistigen Obhut lebten, war äußerst streng. Nach den Berichten hat es Magistra Beerte nur ein Mal gewagt, sich seiner Autorität zu widersetzen. Sie organisierte aus eigener Initiative Nahrungsmittelhilfe für die Schwestern von Diepenveen. Darüber hinaus stand sie Brinckerinck laut dem Schwesternbuch in ihrer Strenge in nichts nach. Sie leitete die Weberei und stand manchmal hinter einer der Schwestern, die dort arbeiteten und gab dieser grundlos eine Ohrfeige. Da sie, wie im Schwesternbuch verzeichnet ist, über sehr große Bibelkenntnisse verfügte, unterbrach sie oft die Schriftlesungen am Esstisch, um den Schwestern Fragen zu stellen. Wenn ihr eine Antwort nicht gefiel, wies sie die unaufmerksame Schwester scharf zurecht oder zog sie am Ohr. Großen Wert legte Magistra Beerte auf Einfachheit. Mit dem billigsten Dünnbier wurde der tägliche Haferbrei zubereitet, als ein Besucher einen Krug gutes Fassbier mitbrachte, kritisierte sie dies, dass Luxus ins Haus gebracht werde, „den wir hier nicht gewohnt sind“. Auch eine Schwester, die sich einen neuen Mantel kaufen wollte, wurde gerügt. Sie lebte bei den Gottesdiensten auf und auf dem Weg zurück nach Hause glühte ihr Gesicht, „als wäre sie von einer göttlichen Flamme entflammt“. Danach zog sie sich zurück, um zu meditieren. Sie erzählte dem Prokurator des Meester-Geertshuis, dass sie Brinckerincks Gesicht zum ersten Mal sah, als er aufgebahrt war. Die Distanz zwischen den Schwestern und Brinckerinck als ihrem Oberhaupt war sehr groß. Blickkontakt wurde bei der Beichte vermieden und auch während der Predigt. Im Gottesdienst saßen die Schwestern, nach dem Vorbild von Ordensfrauen, bei der Predigt mit dem Rücken zu ihm.
Der Kirchenhistoriker J. Fruytier stellte anhand der Schwesternbücher von Deventer, die er zusammen mit D.A. Brinkerink durchsah, die Informationen über Beerte Swijnkens zusammen. Bei den Beschreibungen in den Schwesterbüchern handelt es sich nicht um Biografiesammlungen im eigentlichen Sinne. Im mittelalterlichen Kontext sind sie Klischees, mit denen Mutter Beerte den späteren Schwestern als Vorbild einer strengen, genügsamen und „wunderbar frommen“ Frau vorgestellt wurde. Ihre Ergriffenheit nach den Messen charakterisiert sie für den Leser als „Braut Christi“, ihre kalkulierte Wut als die einer guten Schülerin ihres Rektors. Dabei handelt es sich um die beiden wichtigsten Männer in ihrem Leben. Ihre eigene Familie wird nicht erwähnt. Beerte Swijnkens starb 1449 in Deventer.